# Дактуй
Дакту́й — село в Магдагачинском районе Амурской области России, административный центр сельского поселения Дактуйский сельсовет.

## География
Расположено в 29 км от районного центра, пгт Магдагачи. В селе расположена станция 4 класса Дактуй Забайкальской железной дороги. В 4 км от села проходит федеральная автодорога «Амур» Чита-Хабаровск.
Расположено в центральной части Магдагачинского района Амурской области, в зоне резко континентального географического пояса. Местность представляет собой возвышенный и залесенный участок Амурско-Зейского плато, слегка холмистый и местами заболоченный, с абсолютными высотами 300—400 м, и оврагами с плоским заболоченным дном. Грунты на территории преимущественно суглинистые, местами глинистые, мощностью более 10 м. Прикрыты дерновыми почвами. Грунтовые воды залегают на глубине от 5 до 30 метров. Климатические условия муниципального образования резко континентальные с муссонными чертами. Преобладает западный перенос воздушных масс, развита циклоническая деятельность. Большая часть муниципального образования занята густыми и сырыми таёжными лесами — 90 % с преобладанием даурской лиственницы с примесью берёзы. В 4-х км от поселения находится искусственный водоём, невелик по размерам. Берега водоёма низкие, заболоченные, дно илистое. Глубина водоёма — 2—6 м. Замерзает водоём в конце октября, вскрывается в конце мая. По территории села протекает река Дактуй, впадающая в районе железнодорожного моста в реку Ольга, левый приток реки Амур.
Существуют два варианта происхождения названия. Согласно первого, название с эвенк.: «дактэ, дугин» — проток, мыс на реке, устье протока; второй вариант: с эвенк. «дэктэк» — корзинка из бересты, обшитая шкурами.

## История
Основано в 1909 году при прокладке Транссибирской магистрали, железнодорожная станция открыта в 1913 году. Дактуйский сельский Совет народных депутатов образован в 1940 году. В советское время действовал Дактуйский лесопункт, который в 1998 году прекратил своё существование.

## Население
| 2002 | 2010 | 2012 | 2013 | 2014 | 2015 | 2016 |
| ---- | ---- | ---- | ---- | ---- | ---- | ---- |
| 867  | ↘723 | ↘702 | ↘670 | ↘640 | ↘626 | ↘621 |
| 2017 | 2018 |      |      |      |      |      |
| ↘619 | ↘590 |      |      |      |      |      |

## Экономика
Основную роль в экономике муниципального образования занимают предприятия железнодорожного транспорта, где занято более 70 % от общей численности работающих жителей:
- Магдагачинская дистанция электроснабжения-ЭЧ-9 — подразделение ЭЧК-38;
- Станция Дактуй;
- Магдагачинская дистанция пути ПЧ-14 — Эксплуатационный участок № 3;
- Белогорский региональный центр связи.

Организации социальной сферы:
- Детский сад;
- Почтовое отделение;
- Дактуйская средняя общая образовательная школа с количеством учащихся — 111;
- Дактуйская врачебная амбулатория;
- Дом культуры;
- Поселенческая библиотека.

Частные предприятия:
- Аптечный пункт ОАО «Амурфармация»;
- ООО «ЭнерГия»;
- ЧП Кожокару В. С.;
- ЧП Шевелёва Е. В.;
- ИП Каракалпатян Г. М.[13]